# Évagre d'Antioche
Pour les articles homonymes, voir Évagre.
Évagre fut à la fin du IVe siècle, à la suite de Paulin, l'évêque d'Antioche des « eustathiens », reconnu par la papauté et l'évêque d'Alexandrie au lieu de Flavien Ier.

## Biographie
Auparavant prêtre, il fut consacré par Paulin comme son successeur sur son lit de mort, au mépris du droit canonique, ce qui n'empêcha pas sa reconnaissance par Rome et Alexandrie. Cette consécration eut lieu à une date incertaine, après 382, et Évagre mourut en 394. C'est lui qui ordonna prêtre Jean Chrysostome. C'était un ami de Jérôme de Stridon, qui parle de lui au début de la Vie de Malchus de Maronie, précisant qu'il était propriétaire du domaine de Maronie, où vivait le moine, à 45 kilomètres à l'est d'Antioche. Jérôme lui consacre le § 125 de son De viris illustribus : on y apprend qu'il était l'auteur de plusieurs ouvrages sur différents sujets, et notamment d'une traduction en latin de la Vie de saint Antoine d'Athanase d'Alexandrie. Celle-ci, rapidement diffusée en Occident, eut un énorme succès au Moyen Âge (environ 400 manuscrits conservés du VIIIe  au XVIe siècle). Cette pratique du latin par un écrivain ecclésiastique oriental est exceptionnelle à l'époque, témoignant de liens privilégiés avec l'Église d'Occident. Évagre d'Antioche fait partie des cinq hypothèses émises successivement par Dom Germain Morin sur l'identité de l'Ambrosiaster.
À sa mort, aucun successeur ne lui fut donné, mais l'Église « eustathienne » d'Antioche demeura séparée jusqu'à un accord conclu en 414, et un petit groupe d'irréductibles se perpétua même jusqu'en 482.